# Jamelia
Jamelia Niela Davis (Birmingham, 11 januari 1981) is een Britse zangeres. In Nederland en België brak ze in 2004 door met haar single Superstar.
In 2004 zong Jamelia mee op Do they know it's Christmas? van Band Aid 20. Jamelia was van 2008 tot 2011 getrouwd met de Jamaicaanse voetballer Darren Byfield. Samen kregen ze in 2005 een dochter. Voor Jamelia was het haar tweede kind, ze kreeg eerder al in 2001 een dochter. Eind 2017 beviel ze van een derde dochter.
Jamelia was in 2007 in het nieuws, omdat zij meewerkte aan een antibontcampagne. Om aandacht te vragen, werkte de zangeres samen met PETA en poseerde zij naakt.
In 2009 deed ze mee aan het humoristische quizprogramma Would I Lie To You?

## Discografie

### Albums
| Album met eventuele hitnotering(en) in de Nederlandse Album Top 100 | Datum van verschijnen | Datum van binnenkomst | Hoogste positie | Aantal weken | Opmerkingen |
| ------------------------------------------------------------------- | --------------------- | --------------------- | --------------- | ------------ | ----------- |
| Drama                                                               | 2000                  | -                     |                 |              |             |
| Thank you                                                           | 2003                  | 06-03-2004            | 84              | 5            |             |
| Walk with me                                                        | 2006                  | -                     |                 |              |             |

### Single
| Single met eventuele hitnotering(en) in de Nederlandse Top 40 | Datum van verschijnen | Datum van binnenkomst | Hoogste positie | Aantal weken | Opmerkingen       |
| ------------------------------------------------------------- | --------------------- | --------------------- | --------------- | ------------ | ----------------- |
| Money                                                         | 2000                  | 11-03-2000            | tip2            | -            | met Beenie Man    |
| Superstar                                                     | 2004                  | 31-01-2004            | 3               | 20           |                   |
| Thank you                                                     | 2004                  | 01-05-2004            | 21              | 5            |                   |
| Universal prayer                                              | 2004                  | 21-08-2004            | tip4            | -            | met Tiziano Ferro |
| Something about you                                           | 2006                  | 23-09-2006            | tip11           | -            |                   |
| Beware of the dog                                             | 2006                  | 16-12-2006            | tip2            | -            |                   |

| Single met hitnotering(en) in de Vlaamse Ultratop 50 | Datum van verschijnen | Datum van binnenkomst | Hoogste positie | Aantal weken | Opmerkingen |
| ---------------------------------------------------- | --------------------- | --------------------- | --------------- | ------------ | ----------- |
| Superstar                                            | 2004                  | 07-02-2004            | 7               | 21           |             |
| Thank you                                            | 2004                  | 29-05-2004            | 37              | 6            |             |
| See it in a boy's eyes                               | 2004                  | 14-08-2004            | 36              | 8            |             |
| DJ / Stop                                            | 2004                  | 20-11-2004            | 46              | 3            |             |
| Something about you                                  | 2006                  | 30-09-2006            | 26              | 11           |             |

### DVD
- Thank You (Live DVD) (2004)